# 대한민국 형사소송법 제32조의2
대한민국 형사소송법 제32조의2는 대표변호인에 대한 형사소송법의 조문이다.

## 조문
제32조의2(대표변호인) ① 수인의 변호인이 있는 때에는 재판장은 피고인·피의자 또는 변호인의 신청에 의하여 대표변호인을 지정할 수 있고 그 지정을 철회 또는 변경할 수 있다.
②제1항의 신청이 없는 때에는 재판장은 직권으로 대표변호인을 지정할 수 있고 그 지정을 철회 또는 변경할 수 있다.
③대표변호인은 3인을 초과할 수 없다.
④대표변호인에 대한 통지 또는 서류의 송달은 변호인 전원에 대하여 효력이 있다.
⑤제1항 내지 제4항의 규정은 피의자에게 수인의 변호인이 있는 때에 검사가 대표변호인을 지정하는 경우에 이를 준용한다.
[본조신설 1995.12.29.]

第32條의2(代表辯護人) ① 數人의 辯護人이 있는 때에는 裁判長은 被告人·被疑者 또는 辯護人의 申請에 의하여 代表辯護人을 지정할 수 있고 그 지정을 撤回 또는 변경할 수 있다.
②第1項의 申請이 없는 때에는 裁判長은 職權으로 代表辯護人을 지정할 수 있고 그 지정을 撤回 또는 변경할 수 있다.
③代表辯護人은 3人을 초과할 수 없다.
④代表辯護人에 대한 통지 또는 書類의 송달은 辯護人 全員에 대하여 효력이 있다.
⑤第1項 내지 第4項의 規定은 被疑者에게 數人의 辯護人이 있는 때에 檢事가 代表辯護人을 지정하는 경우에 이를 準用한다.
[本條新設 1995.12.29.]

## 참조조문

### 형사소송규칙
제13조의2(대표변호인 지정등의 신청) 대표변호인의 지정, 지정의 철회 또는 변경의 신청은 그 사유를 기재한 서면으로 한다. 다만, 공판기일에서는 구술로 할 수 있다.
[전문개정 1996.12.3.]
제13조의3(대표변호인의 지정등의 통지) 대표변호인의 지정, 지정의 철회 또는 변경은 피고인 또는 피의자의 신청에 의한 때에는 검사 및 대표변호인에게, 변호인의 신청에 의하거나 직권에 의한 때에는 피고인 또는 피의자 및 검사에게 이를 통지하여야 한다.  <개정 2007.10.29.>
[전문개정 1996.12.3.]
제13조의4(기소전 대표변호인 지정의 효력) 법 제32조의2제5항에 의한 대표변호인의 지정은 기소후에도 그 효력이 있다.
[전문개정 1996.12.3.]
제13조의5(준용규정) 제13조의 규정은 대표변호인의 경우에 이를 준용한다.
[본조신설 1996.12.3.]

## 참고 문헌
- 손동권 신이철, 새로운 형사소송법(초판, 2013), 세창, 2013. ISBN 9788984114081